# Winnie Byanyima
Winnie Byanyima (Mbarara, 13 de enero de 1959) es una ingeniera aeronáutica, diplomática, activista y política ugandesa.
Fue su madre la profesora Gertrude y su padre Bonifacio Byanyima un activista, político y líder del Partido Democrático, un partido prohibido por Idi Amin; fallecieron en noviembre de 2008.
Continuó sus estudios de formación de ingeniería aeronáutica en la Universidad de Mánchester, convirtiéndose en la primera mujer de Uganda en obtener dicho título. También obtuvo un título en ingeniería mecánica, especializada en economía de la energía de la Universidad Cranfield.
Trabajó en Francia 5 años y regresó a Uganda.
Entre 2013 y 2019 fue la directora ejecutiva de Oxfam internacional, una organización no gubernamental que luchas contra la pobreza y la desigualdad, y realiza labores humanitarias. Desde el mes de agosto de 2019, es directora ejecutiva de ONUSIDA. Contrajo matrimonio con el líder opositor ugandés Kizza Besigye y tienen un hijo, Anselm Besigye.